# HRT F1
HRT F1 momčad (prije Hispania Racing i Campos Meta 1) španjolska je F1 momčad koji je debitirao 2010. sezone.

## Rezultati
| Godina | Puni naziv momčadi | Šasija | Motor                  | Gume | Vozači                                                    | Kostruktorski poredak   |
| ------ | ------------------ | ------ | ---------------------- | ---- | --------------------------------------------------------- | ----------------------- |
| 2012.  | HRT F1 Team        | F112   | Cosworth CA2012 2.4 V8 | P    | Pedro de la Rosa Narain Karthikeyan                       | 12. mjesto (bez bodova) |
| 2011.  | HRT F1 Team        | F111   | Cosworth CA2011 2.4 V8 | P    | Narain Karthikeyan Vitantonio Liuzzi Daniel Ricciardo     | 11. mjesto (bez bodova) |
| 2010.  | HRT F1 Team        | F110   | Cosworth CA2010 2.4 V8 | B    | Karun Chandhok Bruno Senna Sakon Yamamoto Christian Klien | 11. mjesto (bez bodova) |

## Vanjske poveznice
- hrtf1team.com
- statsf1.com